# Municipio 1 North Marshall
El municipio 1 North Marshall (en inglés: Township 1, North Marshall) es un municipio ubicado en el  condado de Madison en el estado estadounidense de Carolina del Norte. En el año 2010 tenía una población de 2.990 habitantes.

## Geografía
El municipio 1 North Marshall se encuentra ubicado en las coordenadas 35°49′0.9″N 82°39′35.16″O / 35.816917, -82.6597667.